# Autoba obscura
Autoba obscura là một loài bướm đêm trong họ Erebidae.